# Grüne Infrastruktur

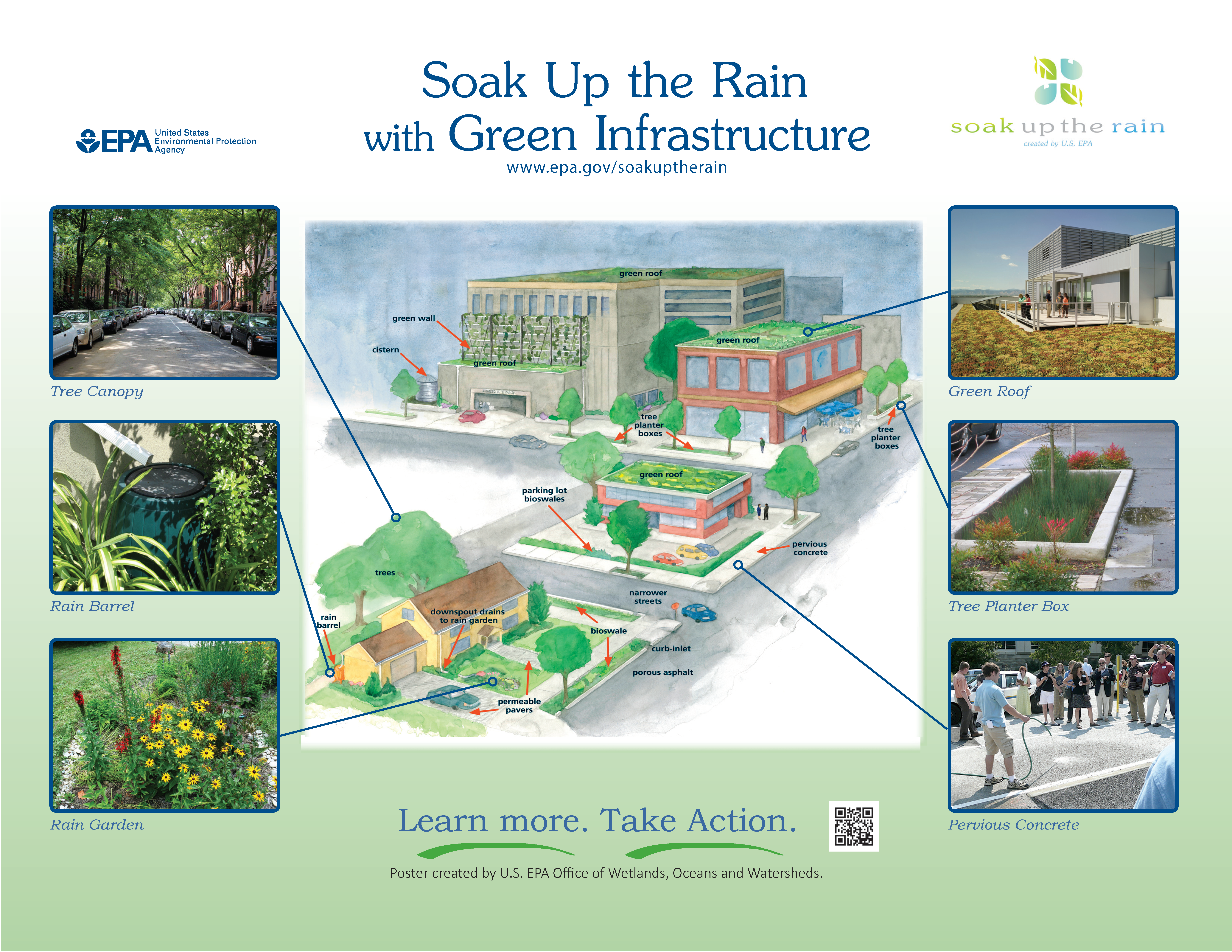
Grüne Infrastruktur

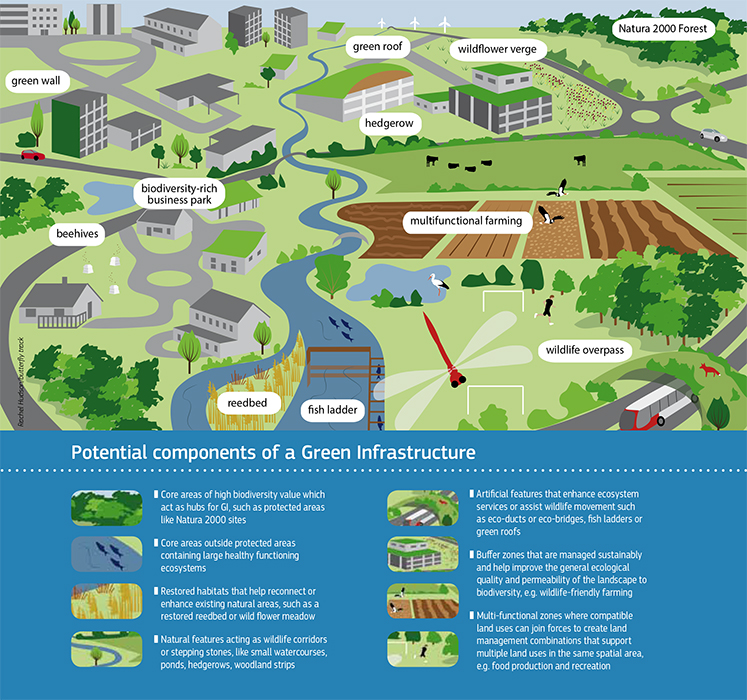
Komponenten der Grünen Infrastruktur, Generaldirektion Umwelt der Europäischen Kommission

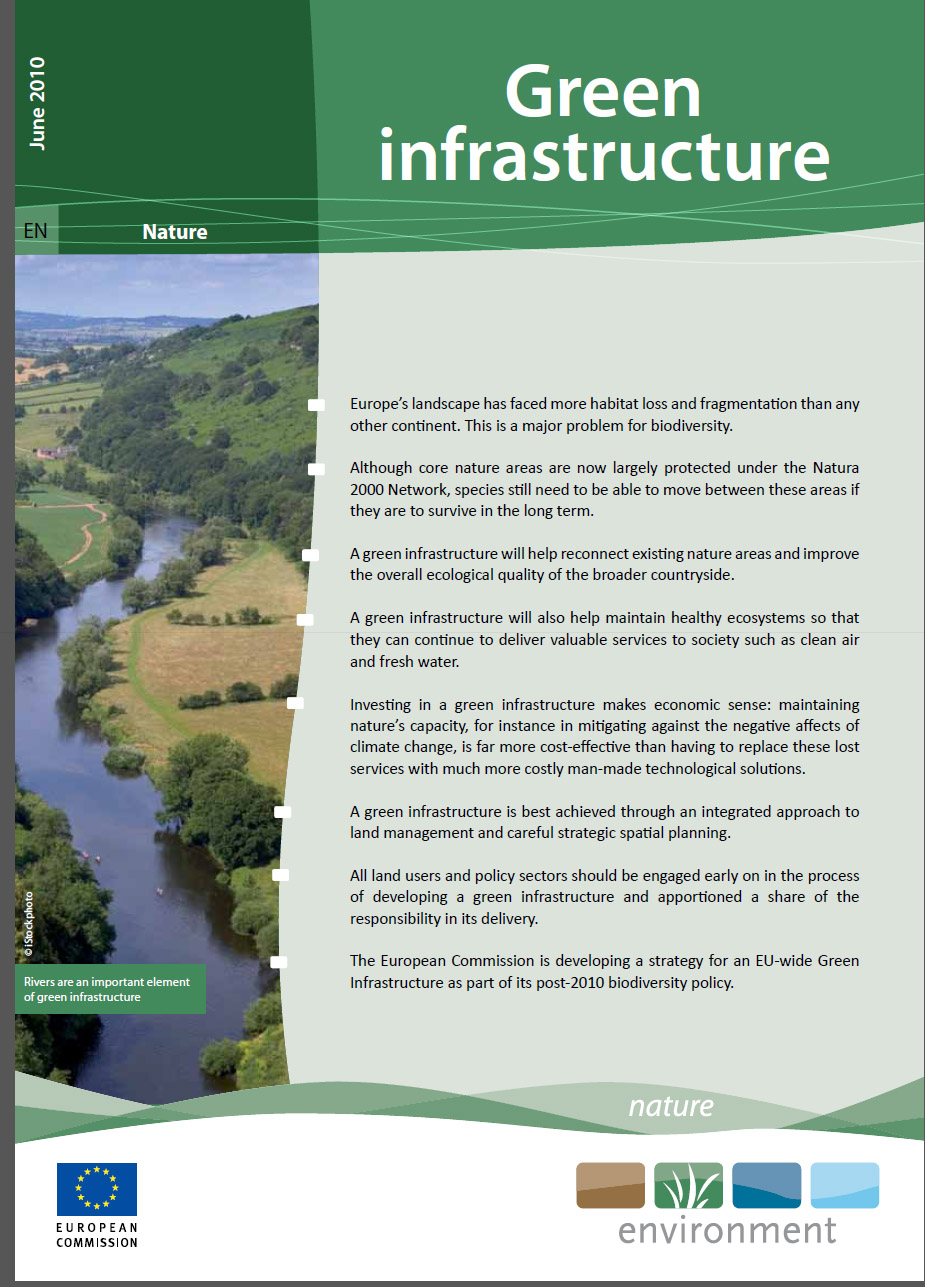
Plakat zur Grünen Infrastruktur, Generaldirektion Umwelt der Europäischen Kommission, 2010

Grüne Infrastruktur, auch blau-grüne Infrastruktur genannt, beschreibt ein strategisch geplantes Netzwerk natürlicher und naturnaher Flächen mit unterschiedlicher naturräumlicher Ausstattung auf verschiedenen Maßstabsebenen. Der Begriff wurde in den Vereinigten Staaten in den 1990er Jahren geprägt. Das innovative Konzept sollte Antworten auf die mit dem starken Flächenwachstum der amerikanischen Städte verbundenen Umweltprobleme geben. Die Grüne Infrastruktur stellt insofern einen neuen Planungsansatz für die Landschaftsarchitektur dar, dem eine umfassende und nachhaltige Sicht auf Natur und Landschaft zugrunde liegt. Neben ökologischen, sozio-kulturellen, ästhetischen und ökonomischen Aspekten werden vielfältige gesellschaftspolitische Ziele wie Klimawandel, Biodiversität oder sozialer Zusammenhalt in das Konzept integriert.
Durch diese Biotopnetzwerke soll zum einen der Erhalt der Biodiversität und zum anderen die Stärkung der Resilienz und Regenerationsfähigkeit von Ökosystemen und deren Funktionen, um die darauf basierenden Potenziale zur Erbringung von Ökosystemdienstleistungen aufrechtzuerhalten. Grundsätzlich wird im Rahmen der Implementierung grüner Infrastruktur eine nachhaltige Nutzung der Natur angestrebt. Grüne Infrastruktur steht konzeptionell Konzepten von grauer und brauner Infrastruktur gegenüber und bietet gerade zur rein zweckgebundenen grauen Infrastruktur eine kostengünstige und beständige Alternative. Da die Gefahr des Verlustes der Biodiversität in Europa aufgrund der intensiven Landnutzung und der starken Fragmentierung besonders stark ist, wird das Konzept der Grünen Infrastruktur von der EU stark gefördert.

## Hintergrund
Pflanzen, Tiere und andere Organismen der Erde bilden mit ihren Ökosystemen und Habitaten die Biodiversität der Erde. Diese Ökosysteme versorgen den Menschen mit wertvollen Leistungen wie beispielsweise sauberem Wasser, sauberer Luft und gesundem Essen. Diese Leistungen werden oft als selbstverständlich betrachtet und nicht nachhaltig genutzt. Aufgrund einer modernen, intensiven Landnutzung sind viele Ökosysteme in Europa stärker fragmentiert als auf jedem anderen Kontinent. Trotz der Maßnahmen des Schutzgebietsnetzwerks „Natura 2000“ ist die Biodiversität in Europa (Stand 2010) weiterhin stark gefährdet.
Da eine Vielzahl von Ökosystemleistungen jedoch von intakten Ökosystemen abhängig und natürliche Ressourcen nicht unendlich sind, wurde und wird versucht, mit der Umsetzung des Konzeptes der Grünen Infrastruktur den Erhalt von Biodiversität und ein vielfältiges Angebot von Ökosystemleistungen zu schützen. Um dies zu erreichen, soll der Fragmentierung aktiv entgegengewirkt werden, indem ein Netzwerk grüner Flächen geschaffen wird. 
Auch im Zuge der Anpassung an die globale Erwärmung können ökosystembasierte Maßnahmen einen wertvollen Beitrag leisten. Beispielsweise können Ökosysteme Schutz vor Überschwemmungen bieten, die Temperatur regulieren und zur Verringerung der Luftverschmutzung beitragen. Auch die Ökosysteme müssen sich dem Klimawandel anpassen, um weiterhin Leistungen für den Menschen bereitstellen zu können. Eine große Biodiversität ist für eine erfolgreiche Anpassung Voraussetzung. Da der Mensch auf diese Ökosysteme und seine Leistungen angewiesen ist, muss er versuchen, diese Anpassung durch geeignete planerische Maßnahmen und ihre Umsetzung zu ermöglichen. Auch für dieses Themenfeld sieht die EU im Konzept der Grünen Infrastruktur großes Potenzial.

## Maßnahmen der Grünen Infrastruktur
Grüne Infrastruktur beschreibt alle Elemente eines Netzwerks von verbundenen Grünflächen und schafft die räumliche Grundlage für eine nachhaltige Nutzung der Ökosysteme und ihrer Leistungen. Dabei werden geschützte Gebiete zusammen mit der bestehenden Landschaft in ein gemeinsames System eingebunden. Einige dieser Elemente können Wiederaufforstungen, grüne Brücken, Dächer oder Wände sein. Durch eine strategische Raumplanung wird der Natur gezielt Platz zurückgegeben, um den Erhalt von Biodiversität und ökosystemarer Leistungen zu fördern. Im Zuge dieser Planung werden beispielsweise bestehende Schutzgebiete wie Natura-2000-Gebiete identifiziert und anschließend sogenannte Pufferzonen um diese Gebiete herum entwickelt sowie Verbindungen zwischen den einzelnen Gebieten geschaffen. Diese Verbindungen können Trittsteine, Grünbrücken oder auch Ökokorridore sein. Ein weiteres Instrument, welches hier genutzt werden kann, ist die Vernetzung von Biotopen, auch Biotopverbund genannt, welches ebenfalls den Erhalt und das Überleben bestimmter Tierarten sichert, indem Verbindungen zwischen einzelnen Biotopen geschaffen werden.
Das Einrichten multifunktionaler Gebiete kann ebenfalls eine Maßnahme der Grünen Infrastruktur sein. Dabei werden verschiedene, miteinander kompatible Nutzungsweisen kombiniert. In diesen Gebieten können beispielsweise Auswirkungen des Klimawandels gemindert und gleichzeitig Erholungs- und Ausgleichsflächen geschaffen werden. Neben der Multifunktionalität, können auch ökonomische Argumente für Grüne Infrastruktur angeführt werden. Trotz hoher Kosten zum Beispiel für ein Programm zur Flutprävention bspw. durch Deichrückverlegungen und eine einhergehende Renaturierung sind die entstehenden Kosten im Vergleich zu denen, die durch Flutschäden entstehen relativ gering und schützen das Gebiet und auch weitere Gebiete stromabwärts nachhaltig vor Überschwemmungen. Auch die Kosten, die entstehen würden, wenn Ökosystemleistungen künstlich ersetzt werden müssen, wären enorm. Die Renaturierung von Auen beispielsweise bietet kostengünstigeren und naturnäheren Hochwasserschutz als künstlich angelegte Schutzmaßnahmen.
Eine besondere Rolle spielt Grüne Infrastruktur in städtischen Gebieten. Hier ist die Zerstückelung der Grünflächen durch Versiegelung bspw. durch Verkehrs- und Gebäudeinfrastruktur und damit einhergehend der Biodiversitätsverlust besonders stark ausgeprägt. Jedoch können gerade in Städten vielfältige Ökosystemleistungen bereitgestellt werden, wenn das Konzept der Grünen Infrastruktur verfolgt wird. Beispielsweise kann die Luftqualität durch Parks und Grünflächen deutlich verbessert werden. Auch bewachsene Hauswände können einen großen Beitrag leisten, indem sie die Wärme absorbieren, welche durch die (sommerliche) Sonneneinstrahlung auf die Häuser entsteht. Diese grünen Wände tragen u. a. dazu bei, dass der Effekt der städtischen „Hitzeinseln“ verringert wird.
Besondere Klimawirksamkeit erreicht das Prinzip der blau-grünen Architektur. Dabei werden hydrologische Elemente wie beispielsweise Maßnahmen zur Starkregenvorsorge und urbanes Wassermanagement mit Grünelementen integriert geplant. Diese Vorgehensweise schafft Schnittstellen, um Wasserbedarf und Wasseraufkommen synergetisch zu verbinden. Die intensive Bewässerung hat eine höhere Verdunstungsleistung zur Folge, was wiederum die kühlende und filternde Wirkung der Vegetation verbessert.

### Ansätze der EU
Im Rahmen der Biodiversitätsstrategie 2020 will die EU das Potential der Grünen Infrastruktur nutzen, um den Biodiversitätsverlust in Europa einzudämmen. Hierbei handelt es sich um eine konkrete Anwendung des Konzepts der Ökosystemleistungen in der Politik. Bereits im März 2009 veranstaltete die EU-Kommission einen Workshop zum Thema „Grüne Infrastruktur“. Dabei wurden zwei Hauptkomponenten herausgearbeitet, die eine Grüne Infrastruktur in Europa umfassen sollte: zum einen der Erhalt der europäischen Biodiversität und zum anderen die Stärkung und Regeneration der Funktionalität von Ökosystemen. Aufbauend auf die Fauna-Flora-Habitat-Richtlinie (FFH-Richtlinie) und das Netzwerk der Natura-2000-Gebiete soll eine Grüne Infrastruktur hierbei Teil einer effizienten Raumplanung sein.
Daran anschließend veröffentlichte die EU-Kommission im Mai 2013 eine neue Strategie zur Förderung des Einsatzes Grüner Infrastruktur in Europa, welche Teil des neuen mehrjährigen Finanzrahmens (2014–2020) ist. Diese Strategie stützt sich auf vier Hauptsäulen:
1. Förderung grüner Infrastruktur in den wesentlichen EU-Politikbereichen, sodass die Grüne Infrastruktur ein Normteil der Raumplanung und Landschaftsentwicklung wird.
2. Informationsverbesserung und Innovationsförderung: dabei soll die Wissensgrundlage über die Ökosysteme und ihre Leistungen verbessert werden. Dazu unterstützt die EU fortlaufende Kartier- und Bewertungsarbeiten, und auch der Informationsaustausch soll verbessert werden.
3. Verbesserung des Zugangs zu Finanzierungsmitteln: ein finanzielles Hilfsmittel der EU, um biodiversitätsbezogene Investitionen zu unterstützen.
4. Förderung grüner Infrastrukturprojekte auf EU-Ebene: dabei sollen transnationale Projekte gefördert werden, welche zugleich als Vorbild für Grüne Infrastruktur auf nationaler, regionaler und lokaler Ebene dienen können.[7]

Zudem soll 2015 eine „No-net-Loss“-Initiative auf europäischer Ebene entwickelt werden, welche ebenfalls als Instrument zu Umsetzung einer Grünen Infrastruktur genutzt werden kann.
Um eine Grüne Infrastruktur europaweit erfolgreich zu implementieren, ist es weiter notwendig, dass auch andere Landnutzer und Handlungsfelder beteiligt werden. Langfristig kann eine solche Initiative nur erfolgreich sein, wenn auch Industrie und private Landnutzer einen Vorteil in der Umsetzung dieser Maßnahmen sehen. Dazu ist die Formulierung eines gemeinsamen, allseits verständlichen Konzepts notwendig, wie es die EU-Kommission im Jahr 2013 eingeführt hat.

## Instrumente
Für die Entwicklung der Grünen Infrastruktur sind prinzipiell alle Typen von Planungs-, Management- und Förderinstrumenten der Freiraum- und Landschaftsplanung, einschließlich geeigneter Strategien des Naturschutzes relevant. Daneben sind auch klassische Instrumente der Stadtplanung sowie anderer Fachplanungen von Bedeutung. Durch einen integrierten Ansatz lässt sich die Grüne Infrastruktur am besten erreichen. Dies erfordert eine frühzeitige Kenntnis von Vorhaben aus unterschiedlichen Fachbereichen und eine rechtzeitige Abstimmung. Die Weiterentwicklung der Grünen Infrastruktur kann neben der klassischen Bauleitplanung mit integrierter Landschafts- und Grünordnungsplanung beispielsweise im Rahmen von Stadtentwicklungsprojekten (vgl. Schwammstadt), Straßensanierungen, Gewässerentwicklungs- und Hochwasserschutzprojekten, Forsteinrichtungsplanungen, Rekultivierungsprojekten sowie Flurneuordnungsverfahren erfolgen.

## Beispiele
Einige Beispiele für Projekte Grüner Infrastruktur in Europa sind die Stadt Liverpool im Vereinigten Königreich, der Alpen-Karpaten-Korridor oder das Schutzprogramm für das Wassereinzugsgebiet von Vittel.
Die Stadt Liverpool im Vereinigten Königreich hat eine Strategie zu grüner Infrastruktur erarbeitet, um die Stadt insgesamt umweltfreundlicher und nachhaltiger zu gestalten. Dabei geht es den planerischen Behörden auch um die Zusammenarbeit mit dem Gesundheitssektor und explizite Berücksichtigung gesundheitsfördernder Maßnahmen, welche durch die Implementierung einer Grünen Infrastruktur realisiert werden können. Zu den weiteren Zielen der Struktur gehören auch der Schutz vor Überschwemmungen und ein besseres Wassermanagement. Außerdem sollen mehr Grünflächen geschaffen werden und einzelne Viertel fußgängerfreundlicher gestaltet werden, um dadurch zur Erholung und Bewegung der Bewohner beizutragen. Hier ist die Grüne Infrastruktur bereits ein fester Bestandteil der Stadtplanung und die Stadt kann somit als gutes Beispiel vorangehen und ihr Ansehen und ihre Wettbewerbsfähigkeit steigern.
Da Gebirge ein bedeutender Teil der Grünen Infrastruktur in Europa sind, ist es das Ziel des Projekts des Alpen-Karpaten-Korridors einen 120 km langen Biotopverbund von den Alpen in Österreich zu den Karpaten der Slowakei schaffen. Auch hier ist die Landschaft durch Intensivierung der Landwirtschaft und einer wachsenden Verkehrsinfrastruktur zunehmend fragmentiert. Dies schränkt auch die Wildtiere in ihrer Bewegungsfreiheit ein. Ziel des Projekts ist es nicht nur die bereits vorhandenen Natura-2000-Gebiete zu verknüpfen, sondern zusätzlich die allgemeine Durchlässigkeit der Landschaft zu fördern. Auch Öffentlichkeitskampagnen und Umweltbildungsmaßnahmen sind Teil des von der EU geförderten Projekts.
Seit 1993 existiert in einem großen Wassereinzugsgebiet am Fuß der französischen Vogesen ein Programm der Mineralwasserfirma Vittel, welches das Konzept der Payments for Ecosystems Services (PES) („Zahlungen für Ökosystemleistungen“) anwendet, um die Wasserqualität aufrechtzuerhalten. Dabei erhalten die Landwirte im Einzugsgebiet Zahlungen, wenn sie in ihren Betrieben die Grundsätze guter Praxis einhalten. Dabei handelt es sich um Auflagen für die Landnutzung und zum Erhalt der Wasserqualität. Diese Verträge werden langfristig geschlossen und basieren auf ständigen Kontrollen. Dieses Projekt ist ein Beispiel für die erfolgreiche Einbindung privater Interessensvertreter in die Umsetzung einer nachhaltigen Landnutzung, welche wichtige Beiträge zum Umsetzung einer grünen Infrastruktur leisten kann.